# Fritz Stahl
Pour les articles homonymes, voir Stahl.
Fritz Stahl (né Siegfried Lilienthal le 10 décembre 1864 à Rosenberg-en-Prusse-Occidentale et mort le 9 août 1928 à Berlin) est un publiciste, écrivain d'art et journaliste allemand.

## Biographie
Siegfried Lilienthal étudie au lycée d'Elbing et étudie la philologie classique à Berlin. Il travaille d'abord comme rédacteur indépendant et, à partir de 1897, comme rédacteur en chef du Berliner Tageblatt pendant trois décennies sous le pseudonyme. Il écrit en tant que critique d'art dans divers magazines de construction, d'art et de culture notamment dans le Westermanns Monatshefte (de). Fritz Stahl publie également diverses monographies de villes (Potsdam, Paris, Rome). Son livre le plus connu est : Weg zur Kunst, une introduction à l'histoire de l'art.

## Publications (sélection)
- Weg zur Kunst. Einführung in Kunst und Kunstgeschichte. Rudolf Mosse, Berlin 1927.
- Potsdam. Eine Biographie. Verlag Felix Lehmann, Berlin 1917 (als Nachdruck der Ausgabe 1928: Klaus-Becker-Verlag, Potsdam 2021)
- Paris. Eine Stadt als Kunstwerk. Rudolf Mosse, Berlin 1928. (Neuauflage und mit einem Nachwort und Bilderläuterungen von Marcel Pobé: Schroll Kulturführer, Schrollverlag, Wien / München 1966.)